# أسطوانة رسام
أسطوانة الرسام (بالإنجليزية: Rassam cylinder) هي أسطوانة مسمارية، تشكل مسلة ذات 10 جوانب، كتبها الملك الآشوري آشوبانيبال في 643 قبل الميلاد. تم اكتشاف الاسطوانة في قصر نينوى الشمالي على يد عالم الاثر العراقي هرمز رسام عام 1854 ومن هنا جاءت تسميتها. تعتبر من أكثر السجلات اكتمالاً من بين سجلات الملك اشوربانيبال وهي تقع في المتحف البريطاني.  

## المحتوى
تصف الأسطوانة بالتفصيل تسع حملات عسكرية لآشوربانيبال.  تم سرد محتوى الأسطوانة على النحو التالي:
1- مقدمة، حساب انضمام آشوربانيبال
2- الحرب المصرية الأولى ضد طهارقة
3- الحرب المصرية الثانية ضد تنوت أماني
4- فتح صور وموت بعل ملك صور
5- رحلة استكشافية ضد أحصير ملك أورارتو
6- حملة ضد تيومان ملك عيلام
7- حرب ضد شمش شوم أوكين من بابل ، شقيق آشوربانيبال
8- الحرب الأولى مع أومانالداس ملك عيلام
9- الحرب الثانية مع أومانالداس ملك عيلام
10- رحلة استكشافية ضد أوت، ملك العرب
11- القبض على أومانالداس ملك عيلام
12- سفارة من استار دوري ملك اوراراتو
13- ترميم قصر سنحاريب في نينوى , وانتهاء، وتاريخ الكتابة.
- محتوى اسطوانة الرسام 

## مقتطفات

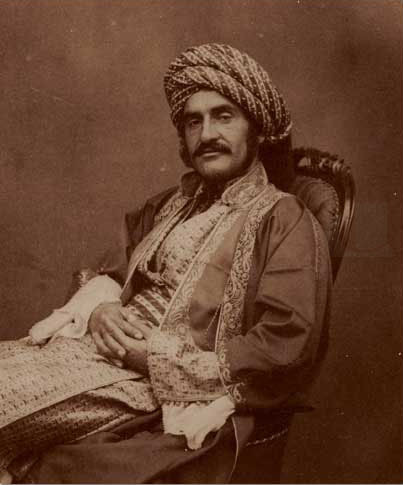
عالم الاثار العراقي هرمز رسام مكتشف اسطوانة اشوربانيبال والتي سميت على اسمه فيما بعد (اسطوانة رسام).

ومن بين هؤلاء حملته المنتصرة في مصر:
في حملتي الأولى، سارعت ضد ماجان، وملوحة، وطهارقة ، ملك مصر وإثيوبيا ، الذين هزمهم أسرحدون ، ملك أشور ، الأب الذي أنجبني، وأخذ أرضه تحت سيطرته. هذا الطاهرقة نفسه قد نسي قوة آشور وعشتار والآلهة العظماء الآخرين، أيها السادة، ووضع ثقته على قوته. انقلب على الملوك والأوصياء الذين عينهم أبي في مصر. دخل وأقام فيها ممفيس ، المدينة التي احتلها والدي ودمجها في الأراضي الآشورية.
- أسطوانة رسام الآشوربانيبال (مستخلص). 
ومن المعروف أن بعض النقوش من نينوى توضح هذه الحملات.  قام دانيال ديفيد لوكنبيل (عالم اثار بريطاني) بترجمة كاملة للأسطوانة في السجلات القديمة لآشور وبابل.